# Muriel Baumeister
Muriel Baumeister (Salisburgo, 24 gennaio 1972) è un'attrice austriaca.

## Biografia
È figlia dell'attore Edwin Noël e sorella dell'attrice Peri Baumeister.

## Filmografia parziale

### Cinema
- Der Brocken, regia di Vadim Glowna (1992)
- Alles nur Tarnung, regia di Peter Zingler (1996)
- Knockin' on Heaven's Door, regia di Thomas Jahn (1997)
- Der Vogelforscher, regia di Kathrin Nowak - cortometraggio (2000)
- Die Überlebende, regia di Christoph Zachariae - cortometraggio (2001)
- Am anderen Ende der Brücke, regia di Mei Hu (2002)
- Amfuem, regia di Rainer Strecker - cortometraggio (2010)
- 14,74 oder Das Streben nach Mittelmäßigkeit, regia di Antoine Dengler - cortometraggio (2017)
- Das dunkle Paradies, regia di Catalina Molina (2019)

### Televisione
- Ein Haus in der Toscana – serie TV, 10 episodi (1991)
- L'ispettore Derrick (Derrick) – serie TV, episodi 18x10-19x10-21x08 (1991-1994)
- Passione proibita (Ich liebe den Mann meiner Tochter), regia di Vivian Naefe – film TV (1995)
- Un prete tra noi – serie TV, episodi 2x04-2x05 (1999)
- Il bacio di Dracula (Dracula) – miniserie TV, 2 puntate (2002)
- Il posto delle farfalle (Nur Anfänger heiraten), regia di Franziska Meyer Price – film TV (2003)
- La principessa cerca lavoro (Eine Prinzessin zum Verlieben), regia di Franziska Meyer Price – film TV (2005)
- Der Besuch der alten Dame, regia di Nikolaus Leytner – film TV (2008)
- Factor 8: Pericolo ad alta quota (Faktor 8 - Der Tag ist gekommen), regia di Rainer Matsutani – film TV (2009)
- Un'estate in montagna (Ein Sommer in den Bergen), regia di Jorgo Papavissiliou – film TV (2011)
- Dream Hotel (Das Traumhotel) – serie TV, episodio 1x18 (2012)